# Prvenstvo Splitskog nogometnog podsaveza 1930.

## Proljetno prvenstvo
I župa Split
Igrana je samo jedna prvenstvena utakmica.
| Poredak | Klub         | Utakmica | Pobjeda | Neodlučeno | Poraza | Postigli golova | primili golova | Gol-razlika | Bodova |
| ------- | ------------ | -------- | ------- | ---------- | ------ | --------------- | -------------- | ----------- | ------ |
| 1.      | Hajduk Split | 1        | 1       | 0          | 0      | 4               | 1              | +3          | 2      |
| 2.      | Split        | 1        | 0       | 0          | 1      | 1               | 4              | -3          | 0      |

Finale I i II župe:

Hajduk Split - Unac Drvar 9:0

## Jesensko prvenstvo
Prvenstvo nije završeno. Jedino je u Splitskoj župi Hajduk proglašen prvakom. 

- Jednu polufinalnu utakmicu Podsaveza igrali su - u Splitu 14.12.1930.g. - Split i GOŠK Dubrovnik (rez. ?:?)

U Splitskoj župi natjecali su se sljedeći klubovi:
Split, Hajduk, Dalmatinac Split, GOŠK Kaštel Gomilica, Jadran Kaštel Sućurac, Junak Sinj, Komita Omiš, Orkan Dugi Rat, Zmaj Makarska, Vis i Unac Drvar.
| Prvenstva Splitskog nogometnog podsaveza | Prvenstva Splitskog nogometnog podsaveza |
| --- | ---------------------------------------- |
| |                                          |
| 1920. • 1920./21. • 1921. • 1921./22. • 1922./23. • 1924. • 1924./25. • 1925. • 1926. • 1927. • 1928. • 1929. • 1930. • 1931. • 1932. • 1933. • 1935. • 1936. • 1937. • 1937./38. • 1938./39. • 1939./40. • 1940./41. • |                                          |

| Prvenstva Splitskog nogometnog podsaveza | Prvenstva Splitskog nogometnog podsaveza |
| --- | ---------------------------------------- |
| |                                          |
| 1920. • 1920./21. • 1921. • 1921./22. • 1922./23. • 1924. • 1924./25. • 1925. • 1926. • 1927. • 1928. • 1929. • 1930. • 1931. • 1932. • 1933. • 1935. • 1936. • 1937. • 1937./38. • 1938./39. • 1939./40. • 1940./41. • |                                          |